# LISTEN TO MY HEART (アルバム)
『LISTEN TO MY HEART』（リッスン・トゥ・マイ・ハート）は、BoAの1枚目のオリジナルアルバム。

## 解説
- 韓国でのアルバムに収録されていた曲も多い。
- 5thシングル『Every Heart -ミンナノキモチ-』と同時発売が成されている。
- 初回版はCD-EXTRA仕様となっており、シングル4枚の発売告知CMや、雑誌掲載されたインタビューが閲覧できる。
- 外国人アーティストのファースト・アルバムでのオリコン総合アルバムチャート初登場1位は史上初であった[1]。また、韓国人アーティストの1位は史上初であり、アジア系アーティストのアルバム1位も史上初となった[2]。
- この作品から2008年発売の6thアルバム『THE FACE』までオリジナルアルバムではすべて1位を獲得している。
- 累計出荷枚数は129万枚[3]。

## 収録曲
1. LISTEN TO MY HEART  [3:56]
  - 作詞：渡辺なつみ／作曲・編曲：原一博
  - 4thシングル
2. POWER [4:09]
  - 作詞：三原真紀／作曲・編曲：原田憲
  - 韓国における1.5集『Jumping into the World』にオリジナル版が収録。
3. Every Heart -ミンナノキモチ- [4:32]
  - 作詞：渡辺なつみ／作曲：BOUNCEBACK／編曲：h-wonder／ストリングアレンジ：旭純
  - 5thシングル
4. Don't start now [3:43]
  - 作詞：Yoo Young Jin／日本語詞：海老根祐子／作曲・編曲：Peter Rafelson、Jeff Vincent
  - 後に6thシングルとして、シングルカットされた。なおシングルには日本語版の他に英語版・韓国語版も収録されている。
5. 気持ちはつたわる [4:23]
  - 作詞：康珍化／作曲：BOUNCEBACK／編曲：AKIRA
  - 3rdシングル
6. Share your heart（with me）[4:36]
  - 作詞：海老根祐子／作曲：村松哲也／編曲：AKIRA
7. Dreams come true [4:54]
  - 作詞：三原真紀／作曲・編曲：原田憲
  - 1stシングルのカップリング曲
8. Amazing Kiss [4:33]
  - 作詞・作曲：BOUNCEBACK／編曲：原田憲、BOUNCEBACK
  - 2ndシングル
9. happiness [4:32]
  - 作詞・作曲：深見真帆／編曲：河野圭
10. ID; Peace B [3:53]
  - 作詞・作曲：Yoo Young Jin／日本語詞：松室麻衣／編曲：Yoo Young Jin、上野圭市
  - 1stシングル
11. Nobody but you [3:45]
  - 作詞：渡辺なつみ／作曲：森元康介／編曲：AKIRA
12. Nothing's gonna change [5:23]
  - 作詞：BoA、渡辺なつみ／作曲・編曲：BoA
  - 初のBoAと渡辺なつみによる共同作詞曲。作曲・編曲もBoAが努める。
13. LISTEN TO MY HEART（Hex Hector Main Mix - English Version）（Bonus track）[4:10]
  - 作詞：渡辺なつみ／作曲：原一博／編曲：Hex Hector
  - 日本語版が『Peace B.REMIXES』に収録。
  - 実際にはエディット・ヴァージョンであり、英語版のフルサイズはCD化されておらず、韓国のSMエンターテインメントから発売の『Ultra Dance Mix 2002』のDISC 1のtr.20にノンストップ収録されているものが、実際のメイン・ミックスに近い（1st Verseの『Woe Baby』の部分がアカペラ歌唱である）。
14. the meaning of peace（Bonus track）[5:00]
  - 作詞・作曲・編曲：小室哲哉